# Work from Home
"Work from Home" é uma canção do grupo feminino estadunidense Fifth Harmony, contida em seu segundo álbum de estúdio 7/27 (2016). Conta com a participação do rapper compatriota Ty Dolla Sign, e foi composta por este em conjunto com Alexander Izquierdo, Brian Lee, Jude Demorest, Joshua Coleman e Dallas Koehlke, sendo produzida pelos dois últimos — com Coleman sendo profissionalmente creditado como Ammo e Koehlke como Dallas K, e com Victoria Monet servindo como produtora vocal. A sua gravação ocorreu em 2015 nos Windmark Recording em Santa Mônica, Califórnia e The Nothership em Sherman Oaks, Califórnia. O seu lançamento como o primeiro single do disco ocorreu em 26 de fevereiro de 2016, através das gravadoras Epic e Syco.

## Faixas e formatos
| Download digital |                                      |         |  |
| N.º              | Título                               | Duração |  |
| 1.               | "Work from Home" (com Ty Dolla Sign) | 3:36    |  |

## Desempenho nas tabelas musicais

### Posições
| Tabela musical (2016)                                  | Melhor posição |
| ------------------------------------------------------ | -------------- |
| Alemanha (Media Control Charts)                        | 7              |
| Austrália (ARIA Charts)                                | 3              |
| Áustria (Ö3 Austria Top 40)                            | 9              |
| Bélgica (Ultratop 50 de Flandres)                      | 4              |
| Bélgica (Ultratop Urban de Flandres)                   | 1              |
| Bélgica (Ultratop 40 da Valônia)                       | 6              |
| Canadá (Canadian Hot 100)                              | 4              |
| Coreia do Sul (Gaon Music Chart)                       | 27             |
| Croácia (Croatian Airplay Radio Chart)                 | 1              |
| Dinamarca (Tracklisten)                                | 9              |
| Escócia (The Official Charts Company)                  | 3              |
| Eslováquia (IFPI Slovenská Republika)                  | 48             |
| Espanha (Productores de Música de España)              | 5              |
| Estados Unidos (Billboard Hot 100)                     | 4              |
| Estados Unidos (Pop Songs)                             | 1              |
| Estados Unidos (Adult Pop Songs)                       | 18             |
| Estados Unidos (Hot Dance Club Songs)                  | 25             |
| Finlândia (IFPI Finlândia)                             | 11             |
| França (Syndicat National de l'Édition Phonographique) | 17             |
| Hungria (Magyar Hanglemezkiadók Szövetsége)            | 34             |
| Irlanda (Irish Recorded Music Association)             | 3              |
| Israel (Media Forest)                                  | 7              |
| Itália (Federazione Industria Musicale Italiana)       | 18             |
| Japão (Japan Hot 100)                                  | 30             |
| Líbano (The Official Lebanese Top 20)                  | 5              |
| Luxemburgo (Luxembourg Digital Songs)                  | 7              |
| México (Mexico Airplay)                                | 12             |
| Noruega (VG-lista)                                     | 6              |
| Nova Zelândia (NZ Top 40 Singles)                      | 1              |
| Países Baixos (MegaCharts)                             | 1              |
| Polônia (Związek Producentów Audio Video)              | 7              |
| Portugal (Associação Fonográfica Portuguesa)           | 9              |
| Reino Unido (UK R&B Singles Chart)                     | 1              |
| Reino Unido (UK Singles Chart)                         | 2              |
| Chéquia (IFPI Česká Republika)                         | 10             |
| Rússia (Russian Music Charts)                          | 53             |
| Suécia (Sverigetopplistan)                             | 8              |
| Suíça (Schweizer Hitparade)                            | 7              |
| União Europeia (Euro Digital Songs)                    | 4              |

### Certificações
| País (Empresa)             | Certificação |
| -------------------------- | ------------ |
| Alemanha (BVMI)            | Platina      |
| Austrália (ARIA)           | 6× Platina   |
| Áustria (IFPI Áustria)     | Ouro         |
| Bélgica (BEA)              | 2× Platina   |
| Canadá (Music Canada)      | 5× Platina   |
| Dinamarca (IFPI Dinamarca) | Platina      |
| Espanha (PROMUSICAE)       | 2× Platina   |
| Estados Unidos (RIAA)      | 5× Platina   |
| França (SNEP)              | Diamante     |
| Itália (FIMI)              | 3× Platina   |
| Nova Zelândia (RMNZ)       | 2× Platina   |
| Polônia (ZPAV)             | 2× Platina   |
| Reino Unido (BPI)          | Platina      |
| Suécia (GLF)               | 4× Platina   |

## Créditos
Todo o processo de elaboração de "Work from Home" atribui os seguintes créditos:
Gravação
- Gravada e editada em 2015 nos Windmark Recording (Santa Mônica, Califórnia) e The Nothership (Sherman Oaks, Califórnia)
- Mixada nos Callanwolde Fine Arts Center (Atlanta, Geórgia)
- Masterizada nos The Mastering Place (Nova Iorque)

Publicação
- Publicada pelas empresas Each Note Counts/Prescription Songs (ASCAP), Jude Demorest Publishing Designee (BMI), It's Drugs Publishing/Sony ATV (BMI), BMG Gold Songs/AIX Publishing (ASCAP)
- Todos os direitos administrados pelas empresas BMG Rights Management LLC, Dallas K Music/Freescription Songs (ASCAP) e Warner Chappell (BMI)
- A participação de Ty Dolla Sign é uma cortesia da Atlantic Recording Corporation

Produção
| - Lauren Jauregui: vocalista principal, vocalista de apoio - Camila Cabello: vocalista principal, vocalista de apoio - Normani Kordei: vocalista principal, vocalista de apoio - Ally Brooke Hernandez: vocalista principal, vocalista de apoio - Dinah Jane Hansen: vocalista principal, vocalista de apoio - Ammo: composição, produção, instrumentação, programação - Dallas K: composição, produção, instrumentação, programação - Victoria Monet: produção vocal | - Ty Dolla Sign: composição, vocalista participante - Andrew Boloki: gravação e edição de vocais - Gabriella Endacott: coordenação de produção - Dexter Randall: assistência de gravação e edição de vocais - Phil Tan: mixagem - Daniela Rivera: assistência de mixagem - Dave Kutch: masterização |

## Histórico de lançamento
| País           | Data                    | Formato           | Gravadora  |
| -------------- | ----------------------- | ----------------- | ---------- |
| Mundo          | 26 de fevereiro de 2016 | Download digital  | Epic, Syco |
| Estados Unidos | 1º de março de 2016     | Rádios mainstream | Epic, Syco |
| Estados Unidos | 1º de março de 2016     | Rádios rhythmic   | Epic, Syco |
| Estados Unidos | 21 de março de 2016     | Rádios Hot AC     | Epic, Syco |